# Drève des Mésanges
La drève des Mésanges est un chemin forestier bruxellois de la commune d'Auderghem en Forêt de Soignes qui relie Notre-Dame-au-Bois avec la drève des Loups.